# Анђео са два лика
Анђео са два лика (енгл. The Devil's Own) је амерички трилер филм из 1997. са Харисоном Фордом и Бредом Питом у главним улогама. Филм је режирао Алан Џ. Пакула.

## Радња
Северна Ирска, 1972. Невоље. Пред 8-годишњим Френкијем, његов отац је убијен, због очеве симпатије према Ирској републиканској армији. Док је одрастао, Френки (Бред Пит) је предводио војну јединицу Привремене ирске републиканске армије, која је била одговорна за смрт многих британских војника и протестаната из Алстера. Године 1992. неуспешно нападају јединице британске трупе запада, а преживелог Френкија и његовог партнера прогања војни хеликоптер. Френки долази до закључка, да је неопходно набавити противваздушне ракетне системе („стингере“), за борбу против хеликоптера и натерати британску војску, да мирно реши сукоб.
Да би купио комплексе, Френки путује у Њујорк са лажним документима, где пријатељски расположени Ирац организује да Френки живи у породици другог Ирца, Тома О'Меира (Харисон Форд), који ради у полицији и ништа не зна. Френки прима новац за куповину ракета и са партнером припрема брод за транспорт ракета у Ирску. Међутим, ФБИ и британски обавештајци, који убију једног од Френкијевих колега, иду стопама Ираца.
Руководство из Ирске захтева да се набавка пројектила одложи док се не разјасне околности, али трговац оружјем је већ спреман да испоручи пројектиле и, пошто није добио новац, прогони Френкија и организује напад бандита на Томову кућу. Након напада разбојника, Том схвата шта је право лице његовог госта и безуспешно покушава да га ухвати. Власти захтевају да Том помогне ФБИ и британском агенту који је стигао, али Том схвата да ће Британци убити Ирца уместо да га ухапсе. Прожет симпатијама према Френку, Том одлучује да сам одржи Френка у животу. У то време, Френк одлази на састанак са трговцем оружјем, поставља му замку и пуца у трговца и његове присталице. Истовремено, испоставило се да је трговац донео ракете на састанак, које Френки испоручује на брод, и иде да отплови у Ирску. Том сазнаје Френкијев план од девојке која је симпатична Френкију и одлази до пристаништа. У краткој борби, Том смртно рани Френкија. 

## Улоге
| Глумац          | Улога                          |
| --------------- | ------------------------------ |
| Харисон Форд    | наредник Том О'Мира            |
| Бред Пит        | Рори Дивејни/Френки Мекгвајер  |
| Маргарет Колин  | Шила О'Мира                    |
| Рубен Бладес    | Еди Дијаз                      |
| Трит Вилијамс   | Били Берк                      |
| Џорџ Херн       | Питер Фицсимонс                |
| Мичел Рајан     | заменик шефа полиције Џим Кели |
| Наташа Макелхон | Меган Доерти                   |
| Пол Ронан       | Шон Фелан                      |
| Сајмон Џоунс    | Хари Слоун                     |
| Џулија Стајлс   | Бриџит О'Мира                  |
| Ешли Карин      | Морган О'Мира                  |
| Кели Сингер     | Ени О'Мира                     |
| Шејн Дан        | млади Френки                   |
| Мартин Дан      | Френкијев отац                 |